# Kénsárgacsőrű csuszka
A sárgacsőrű csuszka (Sitta oenochlamys) a verébalakúak (Passeriformes) rendjébe, ezen belül a csuszkafélék (Sittidae) családjába tartozó faj.
A magyar név forrással nincs megerősítve, lehet, hogy az angol név tükörfordítása (Sulphur-billed Nuthatch).

## Előfordulása
Fülöp-szigetek területén honos. A természetes élőhelye szubtrópusi és trópusi síkvidéki és hegyi esőerdők, valamint erősen leromlott egykori erdők.

## Alfajai
- Sitta oenochlamys apo
- Sitta oenochlamys isarog Rand & Rabor, 1967
- Sitta oenochlamys lilacea
- Sitta oenochlamys mesoleuca (Ogilvie-Grant, 1894)
- Sitta oenochlamys oenochlamys (Sharpe, 1877)
- Sitta oenochlamys zamboanga